# Kościół św. Wojciecha i Matki Bożej Bolesnej w Modlnicy
Kościół św. Wojciecha i Matki Bożej Bolesnej – świątynia parafialna znajdująca się w Modlnicy w województwie małopolskim, w powiecie krakowskim, w gminie Wielka Wieś. Obiekt reprezentuje sakralną architekturę drewnianą i został wpisany do rejestru zabytków nieruchomych województwa krakowskiego.

## Historia
Kościół drewniany, orientowany powstał w 1553, konsekrowany w 1555 w miejscu wcześniejszego prawdopodobnie wzniesionego w połowie XII wieku, za sprawą proboszcza ks. Jakuba Pontificjusza i zarządcy dóbr zabierzowskich Jakuba Śladkowskiego. Początkowo budynek został zbudowany na planie krzyża, lecz w 1622 północne ramię (oraz zakrystia) zostało zamienione na murowaną, renesansową kaplicę grobową rodu Kucharskich. W latach 1878–1879 rozbudowano przedsionek, przedłużając kościół od zachodniej strony.

## Architektura
Kościół posiada budowę zrębową, oszalowany pionowo z listowiem, z gontowymi dachami. Przy nawie znajduje się wieloboczna sygnaturka z latarnią, postawiona w stylu barokowym. W kościele znajduje się renesansowa polichromia z 1562 oraz z połowy XVII wieku. Ołtarze kościoła wykonane zostały w XVII wieku. Stropy pokryte są kasetonami.

### Wyposażenie
- w ołtarzu głównym gotycki obraz Matki Bożej (Modlnickiej) z Dzieciątkiem datowany na lata 1460–1470;
- tabernakulum w kształcie małej kapliczki wykonane w latach 1533–1536 przez renesansowego rzeźbiarza Jana Maria Padovano[4] z czerwonego węgierskiego marmuru[5];
- chrzcielnica z czarnego „marmuru” dębnickiego;
- ambona z XVII wieku;
- epitafium Stanisława Kucharskiego (zm. 1619).

Obok kościoła znajduje się XVIII-wieczna drewniana dzwonnica o konstrukcji słupowo-ramowej z dzwonami odlanymi w 1498 i 1542.